# Patrick Zoundi
Patrick Zoundi (Ouagadougou, 19 luglio 1982) è un ex calciatore burkinabé, di ruolo centrocampista.